# ティム・ブルック＝テイラー
ティム・ブルック＝テイラー (Tim Brooke-Taylor, 1940年7月17日 – 2020年4月12日) は、イギリスの俳優兼コメディアンである。本名はティモシィ・ジュリアン・ブルック＝テイラー (Timothy Julian Brooke-Taylor)。
バクストン出身。イギリスで1970年から82年にかけて製作されたコメディ番組『The Goodies』のメンバーとして、ラジオ番組『I'm Sorry I Haven't a Clue』や『I'm Sorry, I'll Read That Again』に出演した。

## 経歴

### 幼少期
ティム・ブルック＝テイラーの、祖父は元サッカー選手、父は事務弁護士、母は元国際的ラクロスプレイヤーだった。
5歳半の時、学校から退学処分を受けた。

### ケンブリッジ大学時代
ウィンチェスター・カレッジ卒業後、ケンブリッジ大学（ペンブルック・カレッジ）に進学。初めは政治・経済だった専攻を、後に法律へ変更、この頃ケンブリッジフットライツクラブへ参加、ジョン・クリーズ、グレアム・チャップマン、ビル・オディ、ジョナサン・リンなどと出会い、63年にはクラブ会長を務める。フットライツレビュー A Clump of Plinths がエディンバラフリンジフェスティバルで高評価を得たことから、その名前をケンブリッジサーカスと変えウェストエンドで上演、1964年にはニュージーランドとブロードウェイへ遠征した。

### 卒業後の活躍
卒業後はBBCラジオで『I'm Sorry, I'll Read That Again（失礼いたしました、繰り返し読み上げます）』の製作にライター兼出演者として携わる。金切り声が特徴的でエキセントリックな Lady Constance de Coverlet はブルック＝テイラーの演ずる中で最も人気のあるキャラクターのひとりであり、「Did somebody call?（誰かお呼びになって?）」というキャッチフレーズとともに登場するたびに観客からの高い歓声が起こった。
その他ISIRTAに製作者兼出演者として携わっていた主なメンバーは、後に『空飛ぶモンティ・パイソン』に参加したジョン・クリーズ、また後にブルック＝テイラーと The Goodies を製作したグレアム・ガーデンとビル・オディ、女優のジョー・ケンドル、後にBBCラジオマネージメント部門取締役となるデイヴィッド・ハッチである。
67年には、テレビのコメディプログラム『At Last the 1948 Show』へライター兼出演者として、ジョン・クリーズ、グレアム・チャップマン、マーティ・フェルドマンらと参加。イギリスコメディ史において有名なスケッチのひとつであろう The Four Yorkshiremen はこの4人の共同制作によって完成した。
1968年、ブルック＝テイラーはグレアム・ガーデンとともにテレビ番組『Broaden Your Mind』を製作・出演した。翌年にはビル・オディも参加し、これが後に結成される Goodies のベースとなる。

### 死去
2020年4月12日、2019新型コロナウイルス（COVID-19）が原因で死去。79歳没。

## テレビドラマ出演
- ミス・マープル4 『殺人は容易だ』 ''Marple: Murder Is Easy (2009) - エドワード・ハンブルビー医師